# جارد جولد
جارد جولد (بالإنجليزية: Jared Gold)‏ هو مصمم أزياء أمريكي، ولد في 2 مايو 1972 في أيداهو في الولايات المتحدة.